# Tetradenia
Tetradenia, rod sukulentnih i polusukulentnih polugrmova, grmova i stabala iz porodice usnača (Lamiaceae) smješten u podtribus Plectranthinae, dio tribusa Ocimeae, potporodica Nepetoideae. Tipična vrsta je Tetradenia fruticosa Benth.
Rod je raširen po tropskoj i južnoj Africi i Madagaskaru. Na Madagaskaru su ostale još 3 neopisane vrste. Narod Zulu vrstu Tetradenia riparia koristi ovu biljku za ublažavanje tegoba u prsima, bolova u trbuhu i malarije. Udisanje mirisa zgnječenog lišća navodno također ublažava glavobolju.

## Etimologija
Latinsko ime roda Tetradenia znači 'četiri žlijezde'. Ove biljke prethodno su bile klasificirane pod rod Iboza, što je izvedeno iz njezinog Zulu naziva i očito se to odnosi na aromatične kvalitete biljke.

## Vrste
1. Tetradenia bainesii (N.E.Br.) Phillipson & C.F.Steyn
2. Tetradenia barberae (N.E.Br.) Codd
3. Tetradenia brevispicata (N.E.Br.) Codd
4. Tetradenia clementiana Phillipson
5. Tetradenia cordata Phillipson
6. Tetradenia discolor Phillipson
7. Tetradenia falafa Phillipson
8. Tetradenia fruticosa Benth.
9. Tetradenia galpinii (N.E.Br.) Phillipson & C.F.Steyn
10. Tetradenia goudotii Briq.
11. Tetradenia herbacea Phillipson
12. Tetradenia hildeana Phillipson
13. Tetradenia isaloensis Phillipson
14. Tetradenia kaokoensis van Jaarsv. & A.E.van Wyk
15. Tetradenia multiflora (Benth.) Phillipson
16. Tetradenia nervosa Codd
17. Tetradenia riparia (Hochst.) Codd
18. Tetradenia tanganyikae Phillipson
19. Tetradenia tuberosa T.J.Edwards
20. Tetradenia urticifolia (Baker) Phillipson

## Sinonimi
- Iboza N.E.Br.; Fl. Cap. [Harvey] 5(1): 298 (1910)